# Acmella
Genre
Classification phylogénétique
Acmella est un genre de plante à fleurs de la famille des Asteraceae. 
Ce sont des plantes herbacées.
C'est le genre de la brède mafane ou cresson Para, Acmella oleracea, qui est comestible.
Acmella leucantha est une espèce en danger.
Ce genre a recueilli un certain nombre d'espèces en 1985, lors d'une révision de ce genre par Robert K. Jansen.

## Liste d'espèces
- Acmella ciliata Cass.
- Acmella caulirhiza Delile
- Acmella decumbens (Sm.) R.K.Jansen
- Acmella iodiscaea (A.H.Moore) R.K.Jansen
- Acmella leucantha  (Kunth) R.K.Jansen
- Acmella oleracea (L.) R.K.Jansen - La brède mafane ou cresson Para
- Acmella oppositifolia (Lam.) R.K.Jansen
- Acmella paniculata (Wall. ex DC.) R.K.Jansen
- Acmella pilosa R.K.Jansen
- Acmella pusilla (Hook. et Arn.) R.K.Jansen
- Acmella sodiroi (Hieron.) R.K.Jansen
- Acmella uliginosa (Sw.) Cass.